# Bernardo (piłkarz)
Bernardo, właśc. Bernardo Fernandes da Silva Junior (ur. 14 maja 1995 w São Paulo) – brazylijski piłkarz grający na pozycji obrońcy w Red Bull Salzburg.

## Życiorys
W Brazylii występował w Grêmio Osasco Audax Esporte Clube, Coritiba FBC, AA Ponte Preta oraz w Red Bull Brasil, w którym dwukrotnie przebywał na wypożyczeniu.
14 stycznia 2016 został piłkarzem Red Bull Salzburg. W rozgrywkach Bundesligi austriackiej zadebiutował 7 lutego 2016 w wygranym 2:1 spotkaniu z FC Admira Wacker Mödling. W sezonie 2015/2016 zagrał w 14 meczach ligowych, w tym w jednym w barwach Liefering FC, klubie satelickim Red Bull Salzburg. 28 sierpnia 2016 odszedł za 6 milionów euro do RB Leipzig. Jego pierwszym meczem w Bundeslidze było spotkanie z Hamburger SV 17 września 2016 (4:0 dla RB Leipzig). 5 lipca 2018 odszedł za 10 milionów euro do angielskiego Brighton & Hove Albion. W Anglii w ciągu 3 lat wystąpił w 22 meczach Premier League. 
19 stycznia 2021 roku, na zasadzie wypożyczenia powrócił do Red Bull Salzburg. 5 dni później zagrał po raz pierwszy do powrocie do klubu w meczu przeciwko Rheindorf Altach, wygranym 2-0. 1 maja 2021 w finałowym meczu Pucharu Austrii, wszedł na boisko w 77. minucie zmieniając Zlatko Junuzovicia, w wygranym 3-0 meczu z LASK Linz. Był to dla niego drugi triumf z klubem w tych rozgrywkach. 
2 lipca 2021 związał się z klubem umową na stałe, po udanym wypożyczeniu. 